# Ivan Basso
Ivan Basso (* 26. November 1977 in Gallarate, Provinz Varese) ist ein ehemaliger italienischer Radrennfahrer. Er ist der Sieger des Giro d’Italia 2006. Nachdem er im Jahr 2007 wegen Dopings für zwei Jahre gesperrt worden war, gewann er den Giro d’Italia im Jahr 2010 erneut. Im Oktober 2015 erklärte er seinen Rücktritt vom Radrennsport.

## Beginn der Radsportkarriere
Nachdem Ivan Basso bei den Weltmeisterschaften 1998 Straßenweltmeister der U23 geworden war, fuhr er zum Abschluss der Saison als Stagiaire beim Radsportteam Asics-CGA. 1999 wurde er Berufsradfahrer bei Riso Scotti-Vinavil.
Seine erste vordere Platzierung bei einer „Grand Tour“ gelang ihm 2002 als Mitglied des Fassa Bortolo-Teams bei der Tour de France 2002, die er als Elfter beendete und die Nachwuchswertung gewann. Bei der Tour de France 2003 erreichte er das Ziel in Paris als Siebter der Gesamtwertung.
Im Jahr 2004 wechselte Basso zum Team CSC des Siegers der Tour de France 1996 Bjarne Riis. Er gewann bei der Tour de France 2004 die 12. Etappe von Castelsarrasin nach La Mongie. In der Gesamtwertung belegte er den dritten Platz, nachdem er im abschließenden Einzelzeitfahren noch von Andreas Klöden abgefangen worden war.
Basso übernahm beim Giro d’Italia 2005 auf der ersten schweren Bergetappe das Rosa Trikot des Führenden. Auf Grund einer Magenverstimmung verlor er zwei Tage später bei einer weiteren Bergetappe jedoch über 40 Minuten und damit die Gesamtführung. Nachdem er sich erholt hatte, gewann er die 17. und 18. Etappe – eine Bergetappe und ein Zeitfahren. Bei der anschließenden Tour de France konnte er das Ergebnis des Vorjahres übertreffen und belegte am Ende den zweiten Platz hinter dem 2012 nachträglich wegen Doping disqualifizierten Lance Armstrong. Der erste Platz wurde nicht neu besetzt, so dass Basso weiterhin Zweiter der Gesamtwertung blieb.
Im Jahr 2006 gewann Basso zum ersten Mal den Giro d’Italia. Er eroberte auf der ersten Bergankunft der 8. Etappe das Rosa Trikot und baute den Vorsprung als Zweiter des Einzelzeitfahrens der 11. Etappe weiter aus. Er dominierte auch die schweren Alpenetappen, von denen er zwei gewann. In der Gesamtwertung hatte er am Ende 9:18 Minuten Vorsprung auf den Gesamtzweiten José Enrique Gutiérrez.

## Dopingermittlungen und Sperre
Nachdem kurz vor der Tour de France 2006 im Rahmen der Ermittlungen im Dopingskandal Fuentes eine Liste von 58 verdächtigen Fahrern bekannt wurde, wurden alle genannten Fahrer, darunter Basso, nach einer Abrede der Teammanager vom Start ausgeschlossen. Basso, der jede Verwicklung in den Skandal leugnete, wurde von seinem Team CSC suspendiert.
Im Oktober 2006 gab das Nationale Olympische Komitee Italiens (CONI) bekannt, dass kein Dopingverfahren gegen Basso eröffnet werde. Kurz darauf stellte auch der italienische Radsportverband seine Ermittlungen ein.
Im April 2007 wurden neue Vorwürfe gegen Basso bekannt, welche den bis dahin geleugneten Kontakt zu Fuentes bestätigten. Am 24. April 2007 wurde Ivan Basso durch das Team Discovery suspendiert, nachdem neue Anschuldigungen im Zusammenhang mit der Dopingaffäre Fuentes bekannt wurden.
Im Mai gab Basso zu, mit dem Sportmediziner Fuentes zusammengearbeitet zu haben. Er willigte ein, bei der Aufklärung des Dopingskandals zu helfen. Er bestritt dagegen auf einer Pressekonferenz, jemals gedopt zu haben. Er habe solche Manipulationen nur vorgehabt, nicht aber ausgeführt. Am 15. Juni 2007 sperrte ihn der italienische Radsportverband FCI für zwei Jahre.

## Comeback und Laufbahnende
Nach Ablauf seiner Sperre schloss sich Basso 2008 dem Liquigas-Team an und gab am 26. Oktober 2008 sein Comeback beim Japan Cup. 2009 bestritt er den ersten Giro d’Italia seit seiner Sperre, den er als Gesamtvierter beendete.
Beim Giro d’Italia 2010 wiederholte er seinen Gesamtsieg von 2006. Er gewann die Bergankunft der 15. Etappe auf dem Monte Zoncolan und übernahm auf der 19. Etappe das Maglia Rosa vom Spanier David Arroyo, der mit 1:51 Minuten Rückstand Gesamtzweiter vor Bassos Teamkollege Vincenzo Nibali wurde, der die Rundfahrt mit 2:37 Minuten Rückstand beendete.
Basso wurde Siebter der Tour de France 2011 und Fünfter des Giro d’Italia 2012, konnte aber danach nicht mehr an die Erfolge der Vorjahre anknüpfen. Zur Saison 2015 wechselte er zum Team Tinkoff-Saxo, bei dem er als Helfer Alberto Contador unterstützen sollte. Er nahm bis zur 9. Etappe an der Tour de France 2015 teil. Anschließend musste er die Tour verlassen, weil nach einem kleinen Unfall bei ihm im Krankenhaus ein Krebsgeschwür an den Hoden festgestellt worden war.
Nach seiner Genesung begann Basso zwar wieder mit dem Training, erklärte aber anlässlich der Präsentation des Giro d’Italia 2016 im Oktober 2015 seinen Rücktritt: „Jeder Sportler weiß, dass das Licht in seiner Karriere nicht immer hell scheint. […] Es ist das Zeichen eines weisen Sportlers zu wissen, wann der Moment gekommen ist, es auszuschalten.“ Geplant war, dass Basso in das Management von Tinkoff-Saxo wechselt.

## Nach der Radsportkarriere
Tatsächlich wurde Basso 2017 Sportlicher Leiter bei Trek-Segafredo. In der Folge war er für die von dem Exprofi Alberto Contador über dies Fundación Contador gründete Radsportteam tätig, welches zur Saison 2021 unter dem Namen Eolo-Kometa Cycling Team eine Lizenz als italienisches UCI ProTeam erhielt. Das Team wird durch Alberto Contador, seinen Bruder Francisco Contador und Basso geleitet. Neuer Sportlicher Leiter wurde der ehemalige Radrennfahrer Sean Yates. Bekanntester Neuzugang im 20-köpfigen Kader war Francesco Gavazzi.
Ebenfalls mit Contador gründete er 2020 den Radhersteller Aurum Bikes.

## Erfolge
1998
- Straßen-Weltmeister U-23

2002
- Nachwuchswertung Tour de France

2004
- eine Etappe Tour de France
- Giro dell’Emilia

2005
- zwei Etappen Giro d’Italia
- Gesamtwertung und vier Etappen Dänemark-Rundfahrt

2006
- Gesamtwertung und eine Etappe Critérium International
- Gesamtwertung und drei Etappen Giro d’Italia

2009
- Gesamtwertung Giro del Trentino

2010
- Gesamtwertung, eine Etappe und Mannschaftszeitfahren Giro d’Italia
- Gran Premio Industria e Commercio Artigianato Carnaghese

2011
- GP Lugano
- Gesamtwertung und eine Etappe Giro di Padania

2012
- Japan Cup

## Grand Tours-Platzierungen
| Grand Tour            | 1999 | 2000 | 2001 | 2002 | 2003 | 2004 | 2005 | 2006 | 2007 | 2008 | 2009 | 2010 | 2011 | 2012 | 2013 | 2014 | 2015 |
| --------------------- | ---- | ---- | ---- | ---- | ---- | ---- | ---- | ---- | ---- | ---- | ---- | ---- | ---- | ---- | ---- | ---- | ---- |
| Giro d’ItaliaGiro     | DNF  | 52   | –    | –    | –    | –    | 28   | 1    | –    | –    | 4    | 1    | –    | 5    | –    | 15   | 51   |
| Tour de FranceTour    | –    | –    | DNF  | 11   | 7    | 3    | 2    | DNS  | –    | –    | –    | 32   | 7    | 25   | –    | –    | DNF  |
| Vuelta a EspañaVuelta | –    | –    | –    | –    | –    | –    | –    | –    | –    | –    | 4    | –    | –    | –    | DNF  | –    | –    |